# Sidi Abderrahmane (Chlef)
Sidi Abderrahmane (în arabă سيدي عبد الرحمان) este o comună din provincia Chlef, Algeria.
Populația comunei este de 4.349 de locuitori (2008).